# Moldura

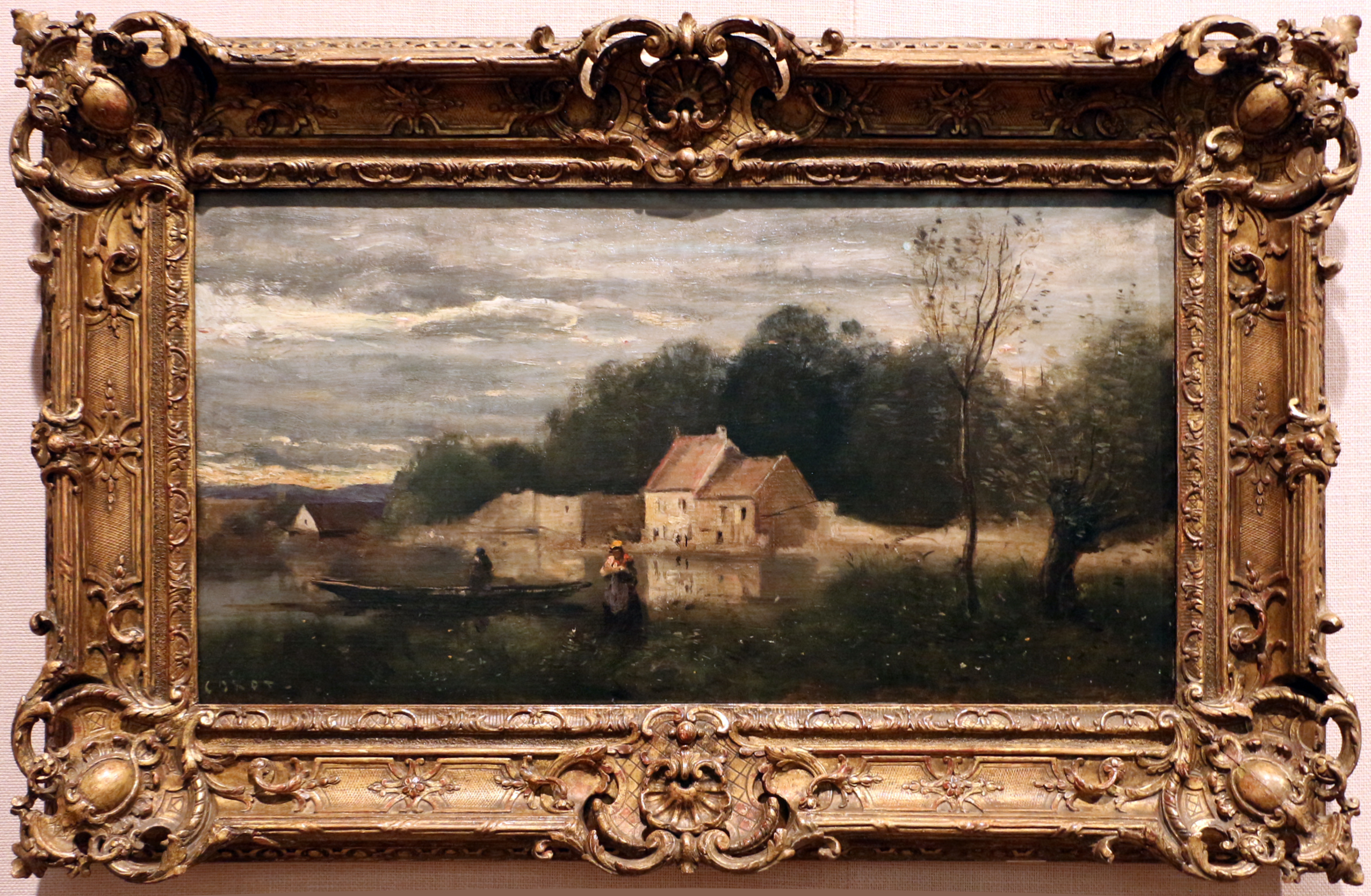
Moldura em um quadro.

Moldura é qualquer proteção externa utilizada em quadros. Molduras foram originalmente utilizadas como ornamentos arquitetônicos em altares de igrejas. Os materiais inicialmente utilizados foram madeira, mármore e metal. Quando feita de madeira, a mesma era entalhada a mão e pintada ou coberta de ouro.
Atualmente as molduras são produzidas em série, em indústrias especialmente dedicadas à sua produção. A madeira continua sendo a matéria-prima mais utilizada para este fim, sendo também utilizados os derivados da madeira, plásticos, alumínio, gesso e até mesmo de concreto (muito utilizada em fachadas de casa, soleiras de janelas, etc).
Hoje no Brasil a moldura se divide em dois segmentos distintos: a moldura artística (moldura de quadro) e a moldura para construção civil (marcos de porta, alizares, vistas, batentes, etc). 
A moldura artística é muito difundida no Sul do Brasil, mais precisamente em uma cidade do sul de Santa Catarina, chamada Braço do Norte. No ano 2000 o governador de Santa Catarina sancionou um decreto-lei que nomeou Braço no Norte a capital latino-americana da moldura. 

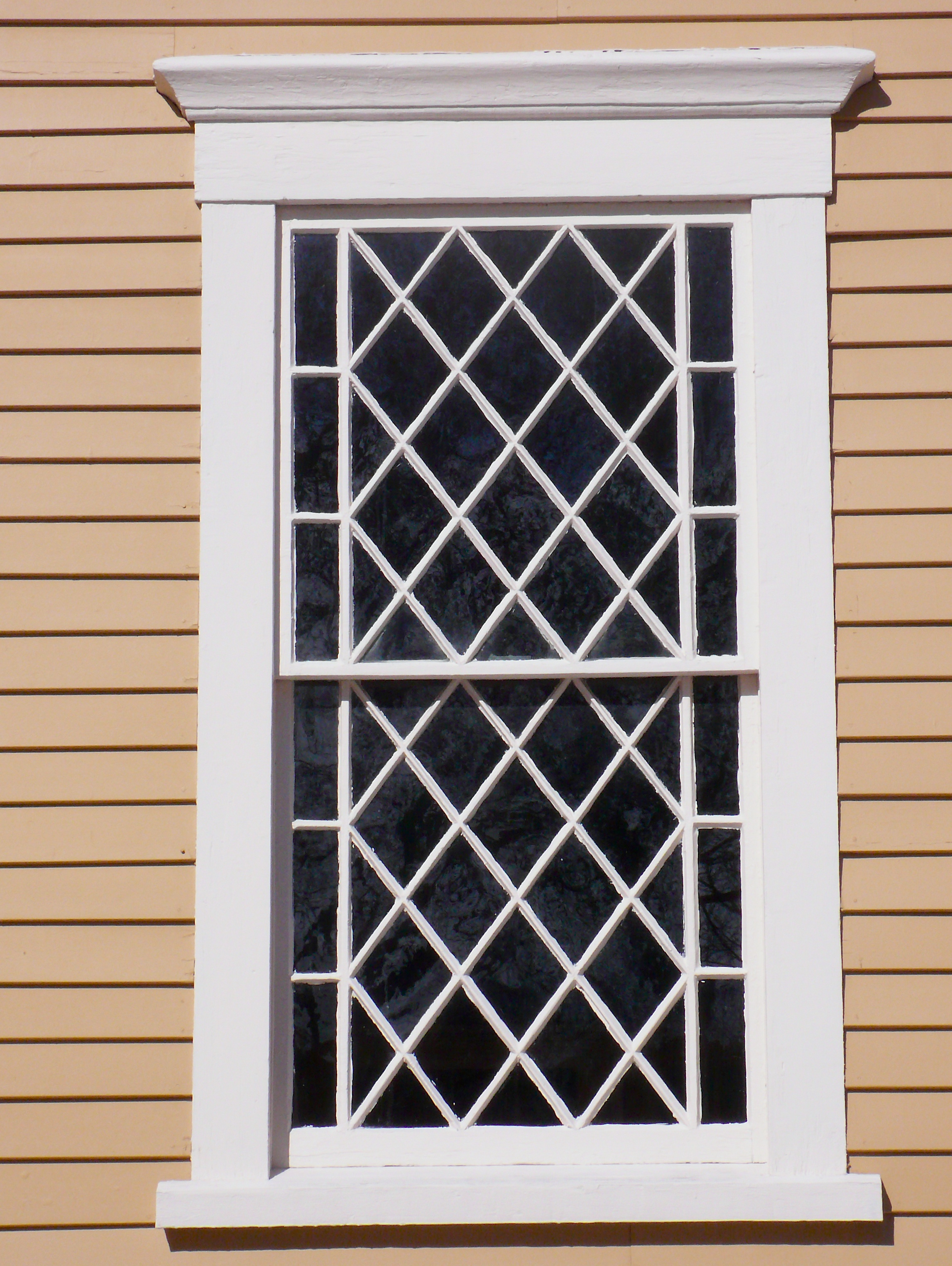
Moldura em uma janela.

Hoje a moldura tem em sua matéria principal o pinus, que sofre várias transformações até receber o acabamento final e ser entregue ao cliente. Para a produção de molduras artísticas podemos citar: o corte da árvore (proveniente de reflorestamentos), o beneficiamento, a secagem, a usinagem (adquire a forma da moldura) e posteriormente o acabamento da moldura que pode utilizar diversas máquinas ou matérias-primas tais como o gesso, a pirogravura, a gravação com massa, a pintura, o hot stamping, o lixamento, enfim uma série de processos podem ser aplicados de acordo com o acabamento necessário e o gosto do cliente.
A moldura vem entrando na era ecológica já há algum tempo. Hoje, temos fábricas que desenvolvem muitas molduras recobertas, ou seja, o perfil é usinado no seu formato desejado e logo após recoberto com papel. Com esse processo a moldura se torna economicamente mais viável e dispensa muitos agentes nocivos ao meio ambiente, como tintas a base de solvente, etc. Esse processo tem se mostrado cada vez mais presente nas molduras para construção civil, recobrindo peças com lâminas de madeira provenientes de reflorestamentos ou de madeira certificada.